# Funiu
Funiu (kinesiska: 富牛镇, 富牛) är en köping i Kina. Den ligger i provinsen Sichuan, i den sydvästra delen av landet, omkring 67 kilometer söder om provinshuvudstaden Chengdu. Antalet invånare är 25 657. Befolkningen består av 12 944 kvinnor och 12 713 män. Barn under 15 år utgör 12,0 %, vuxna 15-64 år 76 %, och äldre över 65 år 11,0 %.
Genomsnittlig årsnederbörd är 1 367 millimeter. Den regnigaste månaden är juli, med i genomsnitt 383 mm nederbörd, och den torraste är januari, med 12 mm nederbörd.